# Phelan Hill
Phelan Hill (Bedford, 21 luglio 1979) è un canottiere britannico, vincitore della medaglia d'oro nell'8 con a Rio de Janeiro 2016.

## Palmarès
- Olimpiadi

Londra 2012: bronzo nell'8.
Rio de Janeiro 2016: oro nell'8.
- Mondiali

Karapiro 2010: argento nell'8.
Bled 2011: argento nell'8.
Chungju 2013: oro nell'8.
Amsterdam 2014: oro nell'8.
Aiguebelette 2015: oro nell'8.
- Europei

Belgrado 2014: bronzo nell'8.
Poznan 2015: argento nell'8.